# Józef Cyrankiewicz

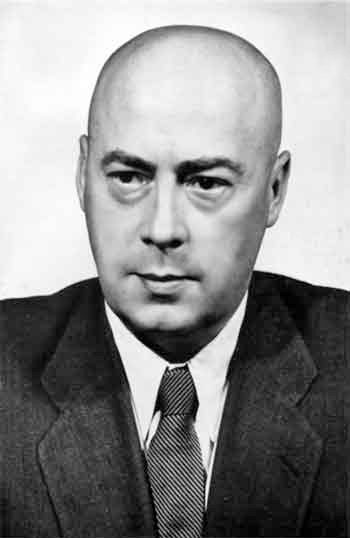
Józef Cyrankiewicz (ca. 1960)

Józef Adam Zygmunt Cyrankiewicz (* 23. April 1911 in Tarnów, Galizien (Österreich-Ungarn); † 20. Januar 1989 in Warschau) war ein polnischer Politiker der PPS, ab 1948 der PZPR. Er war von 1947 bis 1952 sowie von 1954 bis 1970 Ministerpräsident, anschließend bis 1972 Vorsitzender des Staatsrats der Volksrepublik Polen.

## Leben
Józef Cyrankiewicz stammte aus einer Familie, die den Nationaldemokraten nahestand. Während seines Jura-Studiums an der Jagiellonen-Universität Krakau kam er mit der sozialistischen Bewegung in Berührung und schloss sich der Polnischen Sozialistischen Partei (PPS) an. Von 1935 bis 1939 war er im Bezirksarbeiterkomitee in Krakau tätig.

### Widerstand während der deutschen Besatzung
Cyrankiewicz wurde 1941 während der deutschen Besetzung verhaftet und war danach bis Januar 1945 Insasse des KZ Auschwitz. In Auschwitz betätigte er sich leitend am Lagerwiderstand einer polnischen Gruppe und dann bei der Kampfgruppe Auschwitz. Nach seiner Verlegung ins KZ Mauthausen gehörte er auch dort dem Lagerwiderstand an.
Während im Stammlager unter Cyrankiewicz die Texte redigiert wurden, betrieben die Leute um Witold Pilecki (Vereinigung militärischer Organisationen (pln. Związek Organizacji Wojskowej, kurz ZOW)), der freiwillig als Kämpfer ins KZ gegangen war, im Lagerkrankenhaus mit anderen einen geheimen kleinen Sender, der diese Nachrichten nach Krakau übermittelte. Von Krakau gelangten sie per Funk weiter zur Exilregierung in London, allerdings ohne die erhoffte politische Wirkung auf die Alliierten.

### Karriere in der Volksrepublik Polen
Nach Kriegsende wurde Cyrankiewicz zum Generalsekretär der PPS ernannt und war 1946–1947 Minister ohne Geschäftsbereich. 1947 bis 1972 war er auch Abgeordneter im Sejm. Im Vorfeld der Stalinisierung Polens gehörte Cyrankiewicz zu den Befürwortern der bedingungslosen Unterwerfung unter die kommunistische Partei. Nachdem die Gegner eines Zusammenschlusses ausgeschaltet worden waren, schlossen sich PPS und PPR zur PZPR zusammen. Cyrankiewicz erhielt den Posten des Ministerpräsidenten Polens, den er von 1947 bis 1952 und von 1954 bis 1970 ausübte. 1952 bis 1954 war er Vizepremier. Von 1948 bis 1971 gehörte er zudem dem ZK und dem Politbüro an.
1956 gehörte er zu den unbedingten Befürwortern der Niederschlagung des Volksaufstandes in Posen.
Zusammen mit Otto Grotewohl unterzeichnete er im Juni 1950 das Görlitzer Abkommen mit der Deutschen Demokratischen Republik zur Festlegung der Oder-Neiße-Grenze. Am 7. Dezember 1970 unterzeichneten Cyrankiewicz für Polen und Willy Brandt (der zuvor seinen berühmten Kniefall vor dem Denkmal für die Opfer des Warschauer Ghettoaufstandes 1943 getan hatte) für die Bundesrepublik Deutschland in Warschau den Vertrag über die Grundlagen der Normalisierung ihrer gegenseitigen Beziehung, womit Westdeutschland die Oder-Neiße-Grenze anerkannte.
Zwei Wochen später wurde Cyrankiewicz nach dem Sturz Władysław Gomułkas auch entmachtet und für zwei Jahre auf den bedeutungslosen Posten des Staatsratsvorsitzenden abgeschoben. In der Folgezeit fungierte er als Vorsitzender des Gesamtpolnischen Friedenskomitees.
1948 sagte Cyrankiewicz in einem später als Justizmord festgestellten Prozess gegen den antikommunistischen polnischen Widerstandskämpfer Witold Pilecki belastend aus. Pilecki wurde 1990 rehabilitiert, am Prozess Beteiligte wurden 2003 schuldig gesprochen.
Cyrankiewicz war von 1947 bis 1968 mit der Schauspielerin Nina Andrycz verheiratet.